# Klootschießen

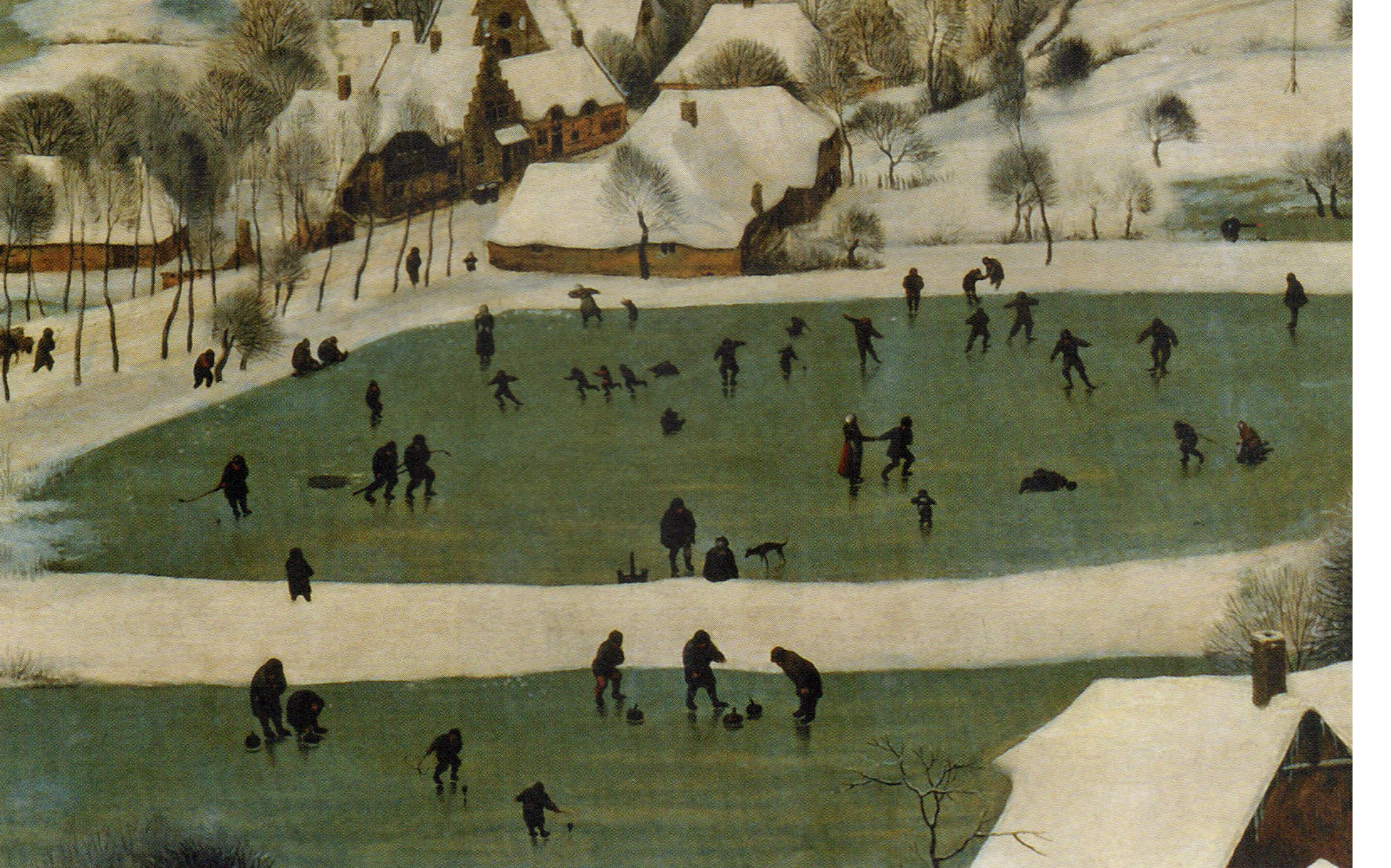
Colf und Klootschieten, Ausschnitt aus Die Jäger im Schnee

Klootschießen ist eine in Norddeutschland, vor allem an der Küste und auf den Inseln, bekannte Sportart. Sie ist schon viele Jahrhunderte alt, weitaus älter als das Boßeln. Es ist eine relativ schwierige Wurfart, die Schnelligkeit, Kraft und Konzentration voraussetzt.

## Geschichte
Wahrscheinlich ist das Klootschießen aus einer vorzeitlichen friesischen Waffe entstanden, die die Friesen auf Schiffe und Gegner schleuderten. Die friesischen Kämpfer sollen gefürchtet für ihre Wurfgeschosse gewesen sein. Der Begriff Kloot kommt aus dem Niederdeutschen und leitet sich von Kluten her. Mit Kluten ist ein Erdklumpen gemeint. In der Weiterentwicklung dieses Sports benutzte man schwere Flintkugeln und zweipfündige Eisenkugeln. Später wurde Holz des Apfelbaums zu faustgroßen Kugeln verarbeitet, die man kreuzweise durchbohrte. Der dadurch entstandene Hohlraum wurde mit Blei ausgegossen.
Der niederländische Reformator Jacobus van Oudenhoven nahm 1659 das Kloot werpen am Sonntag nach dem Gottesdienst in sein Sündenregister auf.
Mit dem Klootschießen verbanden sich früher viele Begleiterscheinungen. So wurden oft Wettkämpfe ausgetragen, bei denen um Geld oder andere Wertgegenstände gespielt wurde. Da die Sportart im Winter ausgeübt wurde und in früheren Zeiten die Sportbekleidung aus Unterwäsche bestand, soll es Todesfälle durch Lungenentzündungen gegeben haben. Oftmals wurde während des Wettkampfes viel Alkohol konsumiert. Da es dann zwangsläufig zu ungültigen Würfen kommen musste, wurde oftmals sogar blutig gestritten. Dementsprechend wurde die Sportart gelegentlich durch die Obrigkeit verboten, aber letztendlich setzte sich das Klootschießen immer wieder durch.

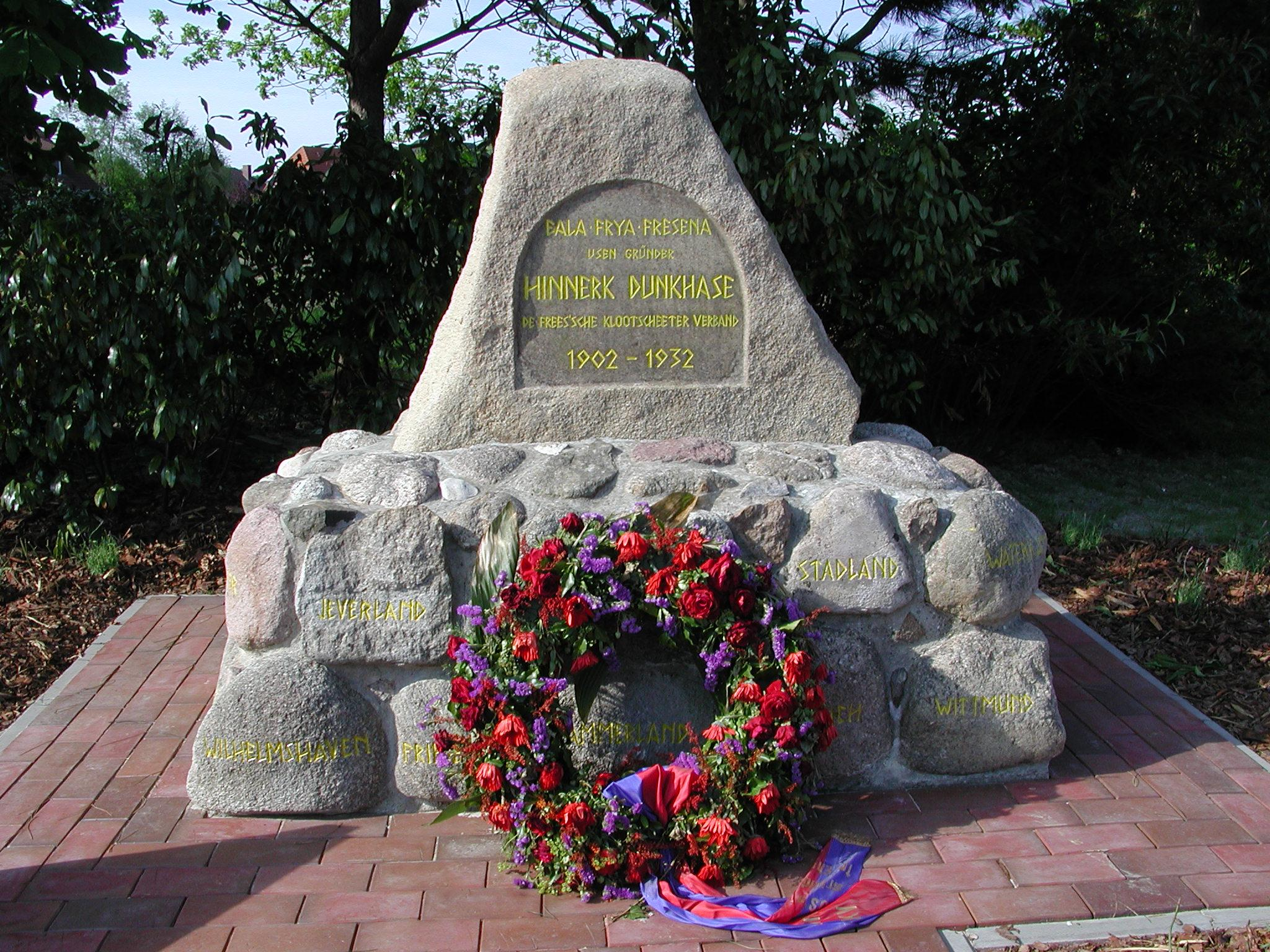
Denkmal für Hinrich (Hinnerk) Dunkhase in Burhave

Der von Hinrich Dunkhase (1857–1905) in Butjadingen-Burhave angeregte Zusammenschluss der Oldenburgischen und Ostfriesischen Klootschießer zum Friesischen Klootschießer-Verband (FKV) erfolgte am 25. Mai 1902. Dunkhase war dessen Vorsitzender bis zu seinem Tod.
In der nationalsozialistischen Zeit widersetzten sich der FKV der Eingliederung in den (NS-)Reichsbund für Leibesübungen, indem er sich nicht den Organisationen des Sports zurechnete, sondern das Klootschießen in seiner Tradition als Heimat- und Friesenspiel verstanden wissen wollte. Der FKV trat der NS-Kulturgemeinde bei und konnte so einen gewissen Grad an Selbstständigkeit wahren. Vor allem durfte weiter Niederdeutsch bzw. Friesisch beim Wettkampf gesprochen werden, was bei einem Sport verboten war. Erst nach dem Zweiten Weltkrieg orientierte sich der FKV wieder um und wurde als Mitglied des Landessportbund Niedersachsen ein Sport. Der NKV ist heute Dachorganisation von über 40.000 Klootschießern und Boßlern. Klootschießen zählt zu den klassischen Sportdisziplinen des Friesensports. Die Sportart ist aber inzwischen auch in den Landessportbünden von NRW (Klootschießer- und Boßelverband Nordrhein-Westfalen) und Schleswig-Holstein vertreten.
Europäische Meisterschaften (als Road Bowling) werden seit 1969 (seit 1980 alle vier Jahre) ausgetragen, und zwar zwischen den Niederlanden, Irland, Nordirland und Deutschland in den Disziplinen Standwettkampf, Feldwettkampf und Straßenboßeln. In den Niederlanden besteht der Nederlandse Klootschieters Bond (NKB, gegründet 1967) und in Irland der Irish Road Bowling Association (Irisch: Ból Chumann na hÉireann, gegründet 1954). Internationaler Dachverband ist die International Bowlplaying Association (IBA, gegründet 1969). Wettkämpfe finden auch in den USA und Kanada unter irischen Immigranten statt, da es zur traditionellen irischen Volkskultur gehört.

## Der Wettkampf

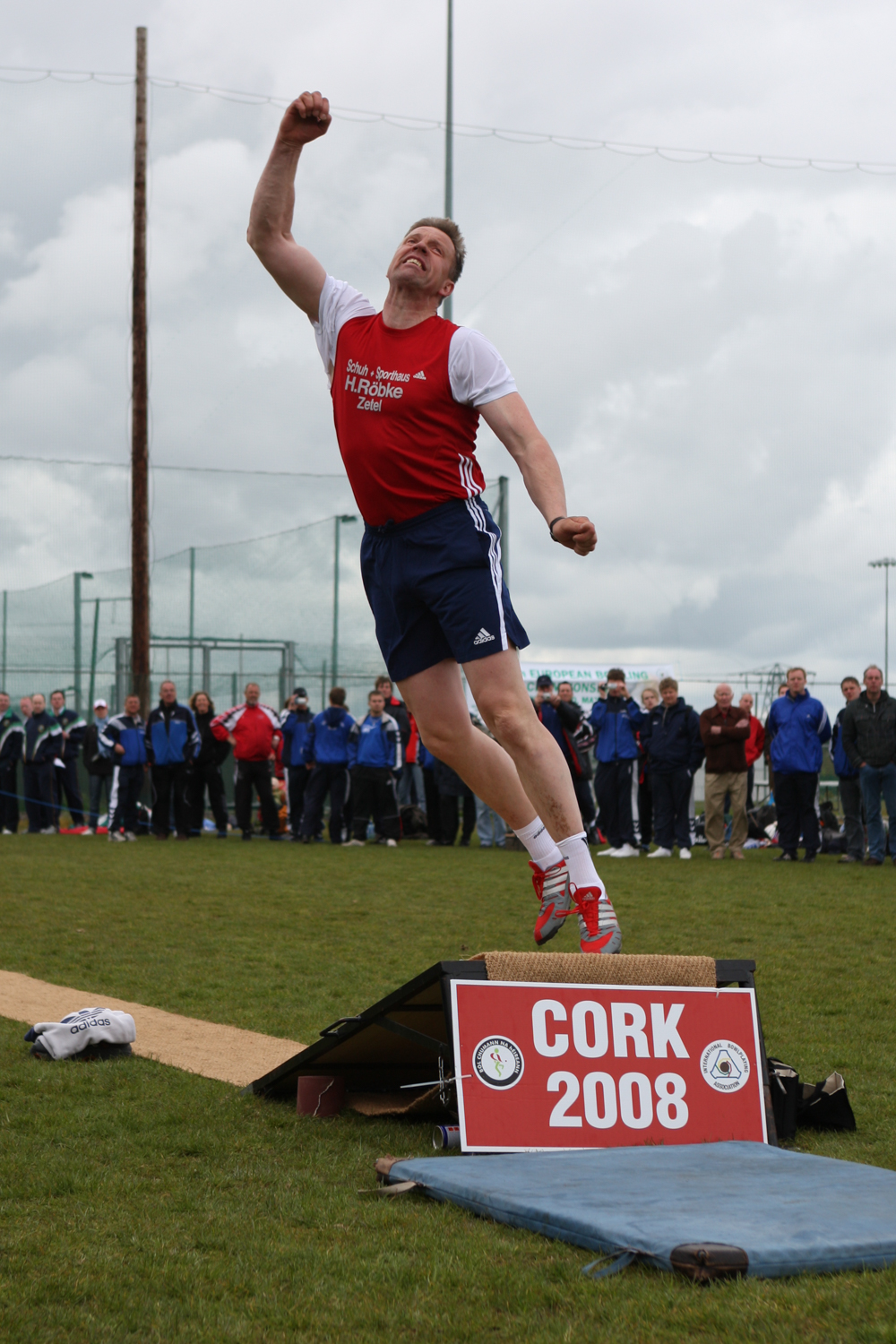
Klootschießer beim Abwurf

Ziel des Spieles ist es, mit kurzem Anlauf und Absprung von einer Rampe eine kleine Kugel so weit wie möglich zu werfen.
Man unterscheidet zwischen Feldkampf und Standkampf.
Traditioneller und gebräuchlicher ist der Feldkampf. Hierbei spielen zwei Mannschaften gegeneinander. Feldkämpfe werden bei Frostwetter ausgetragen. Hierbei wird eine bestimmte Strecke über Felder und Wiesen durchworfen. Im Gegensatz zum Standkampf wird beim Feldkampf der Trüll, das Auslaufen der Kugel, mitgezählt. Die Strecke beträgt etwa sieben Kilometer. Jede Mannschaft besteht aus mehreren Werfern und wirft nacheinander gegeneinander. Der Punkt, an dem die Klootkugel nach dem Ausrollen liegenbleibt, markiert die nächste Abwurfstelle.
Beim Standkampf spielen alle Teilnehmer gegeneinander; Sieger ist der Werfer, der am weitesten wirft. Der Trüll wird hierbei nicht mitgezählt, es wird also nur die tatsächlich geworfene Weite angerechnet. Der Standkampf wird häufig von Vereinen für Meisterschaften eingesetzt, da man die Klootschießerbahn auf einem normalen Sportplatz oder einer Weide aufbauen (abmessen und abstecken) kann.
Der Wahlspruch der Klootschießer lautet „Lüch up un fleu herut“ (Hebe auf und fliege weit hinaus!).

## Rekorde
Erstmals wurde die Kugel im Jahre 1935 durch den Ostfriesen Gerd Gerdes über die 100-Meter-Marke geschleudert. Diese Rekordweite hatte Bestand bis 1985, als der Auricher Harm Henkel 102,00 Meter warf. Dieser Rekord wurde am selben Tag von dem „Bären von Ellens“ Hans-Georg Bohlken mit 105,20 Meter übertroffen. Die aktuelle (Stand Januar 2006) Rekordweite mit 106,20 Meter hält Stefan Albarus aus Norden in Ostfriesland.

## Ähnliche Sportarten
- Boßeln
- Kloatscheeten